# Johann Puppe
Johann „Jean“ Puppe (* 14. April 1882 in Oberhausen; † 19. Dezember 1941 in Breslau) war ein deutscher Ingenieur.

## Leben
Er besuchte die Schule in Zwickau. Danach betätigte er sich von 1896 bis 1902 in zahlreichen in- und ausländischen Betrieben. Anschließend nahm er für das Fach Chemie und Hüttenkunde ein Studium an der Technischen Hochschule Berlin-Charlottenburg auf. Im Jahre 1906 legte er seine Prüfung zum Diplom ab. Die Promotion erlangte er im Jahre 1909 zum Dr.-Ing.
Es folgten mehrere Studienreisen, um in Europa und Nordamerika Hüttenwerke der Eisengewinnung zu besuchen. Für den Verein deutscher Eisenhüttenleute, dem heutigen Stahlinstitut VDEh, stellte er Untersuchungen an, welche Leistungen bei Antrieben und Rollen bei Walzwerken auftreten können. Auch damit zusammenhängende Fragestellungen schloss er in seine Betrachtungen ein. Von 1910 bis 1913 wirkte er an der Technischen Hochschule Breslau, wo er in der Auenstraße 43 wohnte. An der Hochschule lehrte er das Fach Hüttenmaschinen und Walzwerkskunde. Er war Mitglied des Corps Montania Breslau.
Danach erstellte er den Plan für den Bau des ersten Spezialwerks für parallelflächige Breitflanschenträger, wobei er ein eigenes Patent verwendete. Das Projekt wurde bei der Walzwerk AG Peine verwirklicht. Von Ende 1915 bis Januar 1919 leitete er als Direktor die Eisenwerke in Freistadt. Danach wirkte er von 1919 bis Juli 1925 als 1. Direktor in den Witkowitzer Eisenwerken in Witkowitz.
Anschließend betätigte er sich in Düsseldorf als Sachverständiger für das Gebiet Eisenhüttenwerke. Hierbei erstellte er Gutachten für in- und ausländische Betriebe. So beriet er die russische Regierung beim Wiederaufbau und der Erweiterung der russischen Eisenhüttenindustrie. In Düsseldorf wohnte er in der Beethovenstraße 19.
Am 18. Juni 1934 erfuhr Carl Vincent Krogmann bei der Besichtigung der Wasserstraßendirektion Magdeburg in einem Gespräch mit Wilhelm Keppler, dass der Reichswirtschaftsminister Puppe für die Ernennung zum Reichskommissar für Rohstoffwirtschaft (Rohstoffkommissar) vorgeschlagen hatte, die dann im Juni 1934 erfolgte. Alfred Rosenberg spottete über ihn als den neuen Rohstoffkommissar ohne Vollmachten. Puppe, der aus der Praxis der Eisenhüttenwerke kam, betrachtete die NS-Planungsziffern als Phantasiepläne und das Büro Keppler hielt er für einen Klub von Phantasten, wie Riedel schrieb.
Puppe konnte ohne Kompetenzen nur eine unbedeutende Rolle in der Kriegsrüstung des NS-Regimes spielen und wurde auch 1937 abgelöst. In Berlin wohnte er in der Behrenstraße 43.

## Schriften
- Experimental Investigations on the Power Required to Drive Rolling Mills, Chas. Griffin and Co., Tld.
- Versuche zur Ermittlung des Kraftbedarfs an Walzwerken, Düsseldorf 1909 (siehe auch: Stahl und Eisen, Jahrgang 2 (1910), S. 1619–1624).
- Iron and Steel Institute. In: Carnegie Scholarships Memoirs, Vol. 2 (1910), S. 271–304.
- Investigation of Rolling Pressure and Power Consumption in the Rolling of Billets and Angles, Düsseldorf 1913.
- American Rolling Mill Practice, IA, May 15, 1913, S. 171–1179
- Handbuch des Eisenhüttenwesens in drei Bänden, 1934.